# Gauten

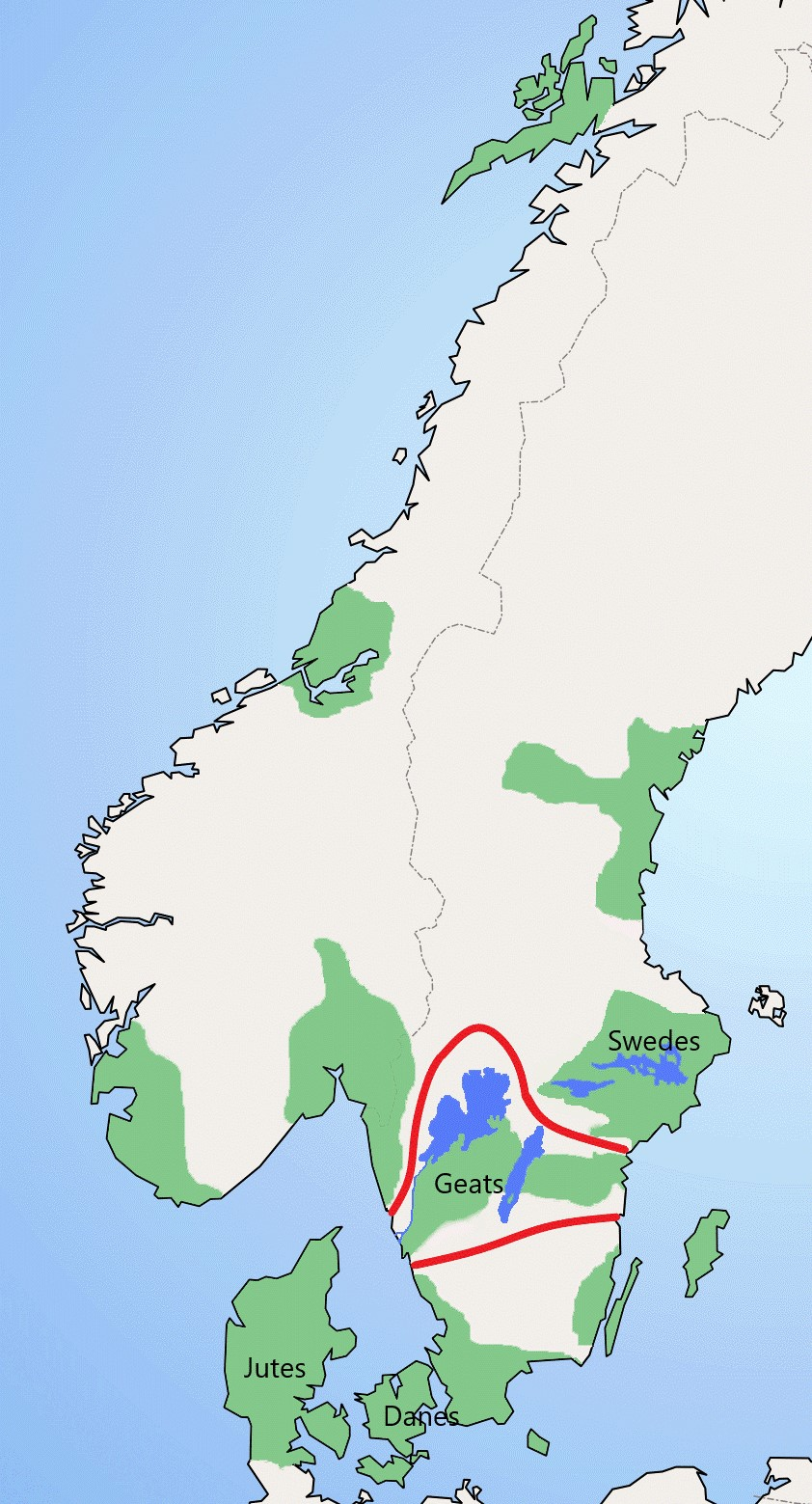
Mögliche gautische Siedlungsgebiete im 6. Jahrhundert mit roten Linien umgrenzt. Grüne Gebiete zeigen die wichtigsten Siedlungsgebiete der Zeit.

Bei den Gauten (altenglisch: gēatas [ˈjæɑ̯tɑs]; neuenglisch: Geats; altnordisch: gautar [ˈɡɑu̯tɑr]; schwedisch: götar [ˈjøːtar]) handelte es sich wahrscheinlich um ein nordgermanisches Volk aus Götaland im heutigen Schweden. Der Name findet sich aktuell als Toponym in den schwedischen Provinzen Västergötland und Östergötland.

## Herkunft
Da die Gauten wie die anderen nordgermanischen Völker mit Ausnahme kurzer Runeninschriften lange keine schriftlichen Überlieferungen besaßen, ist wenig über dieses Volk bekannt. Die Hauptquelle zu ihrer Geschichte vor 1000 sind daher die – allerdings erst viel später – aufgeschriebenen altenglischen Legenden Beowulf und Widsith, die kaum als glaubhafte Geschichtsquellen taugen. Die sporadischen Notizen bei antiken Autoren wie Ptolemäus und Jordanes sind noch weniger ergiebig.